# Halal

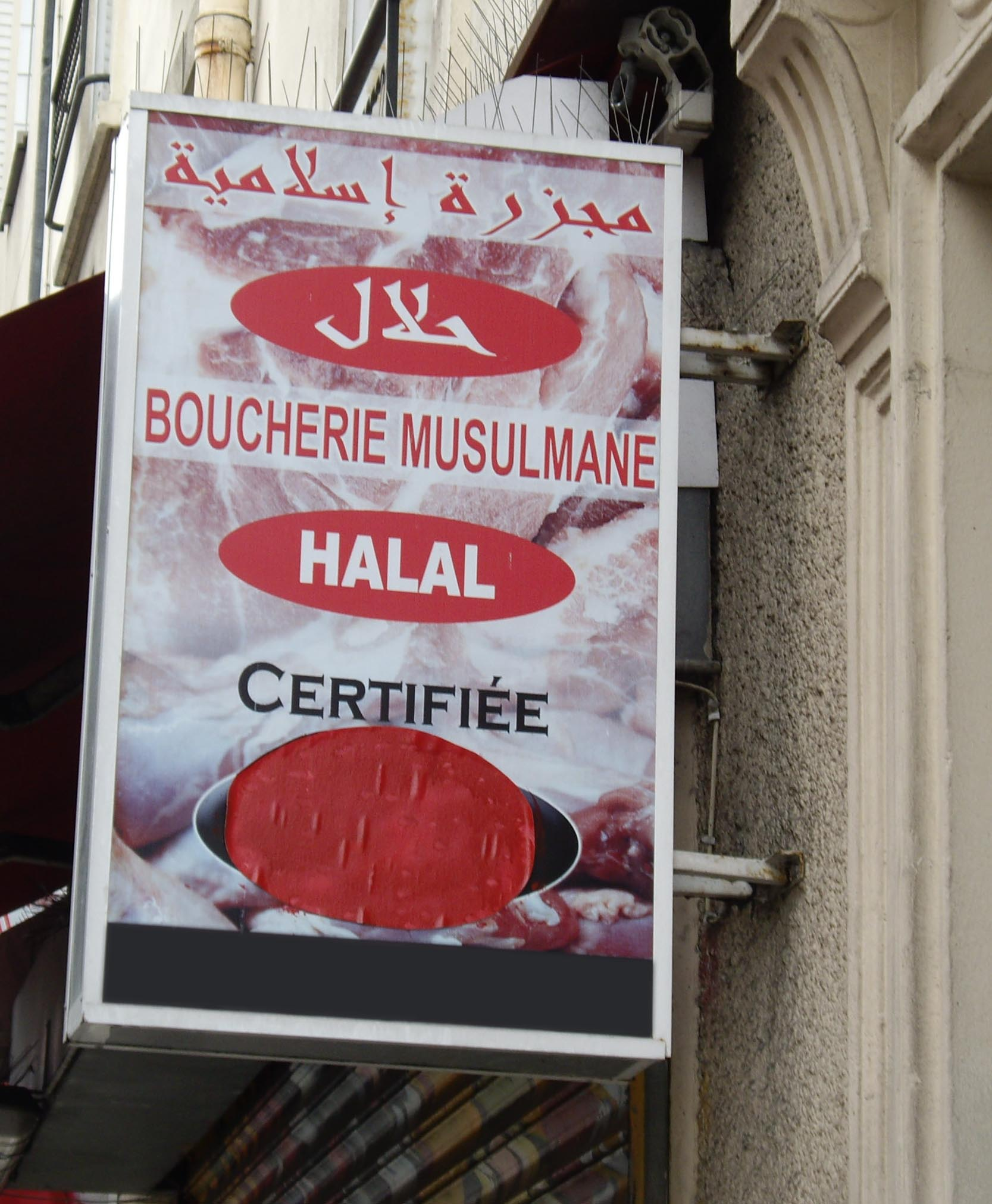
Carnicería halal en París

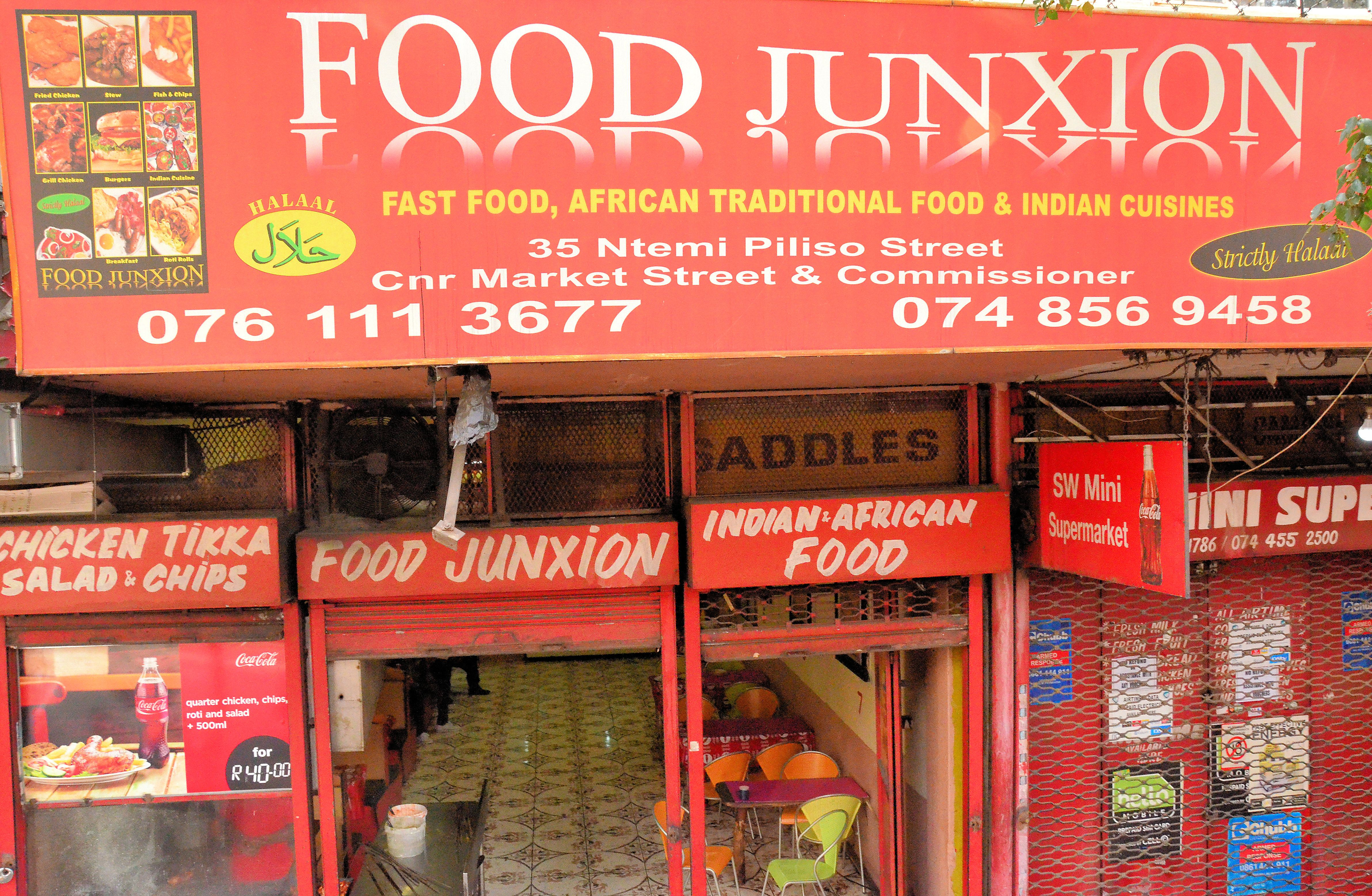
Restaurante en Sudáfrica con sello halal (en amarillo, izda.)

Halal (en árabe: حلال‎, romanizado: ḥalāl, lit. 'permitido, lícito', AFI: /ħæˈlæːl/) hace referencia al conjunto de acciones, prácticas y alimentos permitidos o aprobados por la religión musulmana. El término opuesto, aquel que expresa las prácticas no conformes a la tradición musulmana, es haram.

## Significado del término
Los usos de la palabra halal varían significativamente entre las comunidades de habla árabe y las de otras lenguas.[cita requerida]
En los países musulmanes, el término se usa para describir toda práctica permisible por la ley islámica, teniendo un significado más acotado al literal, traducible como permisible. Ello incluye todo lo relacionado con el comportamiento, el lenguaje, la vestimenta, los modales y las leyes dietéticas.
Sin embargo, en los países donde no se habla árabe, el término se reduce en la mayoría de los casos a las leyes alimenticias islámicas, especialmente en cuanto a carne y aves se refiere, aunque también se usa en sentidos más generales.[cita requerida] Este concepto de la halal tiene una gran similitud con el término hebreo cashrut o kosher.